# Judith Wagner
Judith Wagner (* 30. September 1987) ist eine deutsche Sommerbiathletin in der Disziplin Crosslauf. Sie wurde im Jahr 2013 Europameisterin im Sprint und ist mehrfache Deutsche Meisterin.

## Werdegang
Judith Wagner lebt in Felldorf-Starzach in Baden-Württemberg und startet für den örtlichen SSV Starzach, wo sie von ihrem Vater Dieter Wagner trainiert wird. Seit 2016 ist sie Oberkommissarin bei der Kriminalpolizei in Baden-Württemberg. Zunächst bestritt sie Leichtathletik und dort insbesondere Langstreckenlauf, wechselte aber 2002 zum Sommerbiathlon.
Hier wurden die Junioren-Weltmeisterschaften 2006 in Ufa ihr wichtigstes sportliches Ereignis. Im Sprint erreichte sie den elften, in der Verfolgung den 13. Platz und wurde Sechste mit der Mixed-Staffel.

Ihr internationales Debüt bei einer Großveranstaltung im Leistungsbereich gab Wagner bei den Sommerbiathlon-Europameisterschaften 2007 in Tysovec, wo sie Fünfte mit der Staffel wurde. Im Jahr darauf startete sie bei den Sommerbiathlon-Weltmeisterschaften 2008 in der Haute-Maurienne und wurde dort Neunte im Sprint und Zehnte des Verfolgungsrennens. Die Leistungen bei den Sommerbiathlon-Europameisterschaften 2009 in Nové Město na Moravě waren unbeständig. Während sie im Sprint nur 25. wurde, konnte sie im Massenstart den achten Rang erreichen.

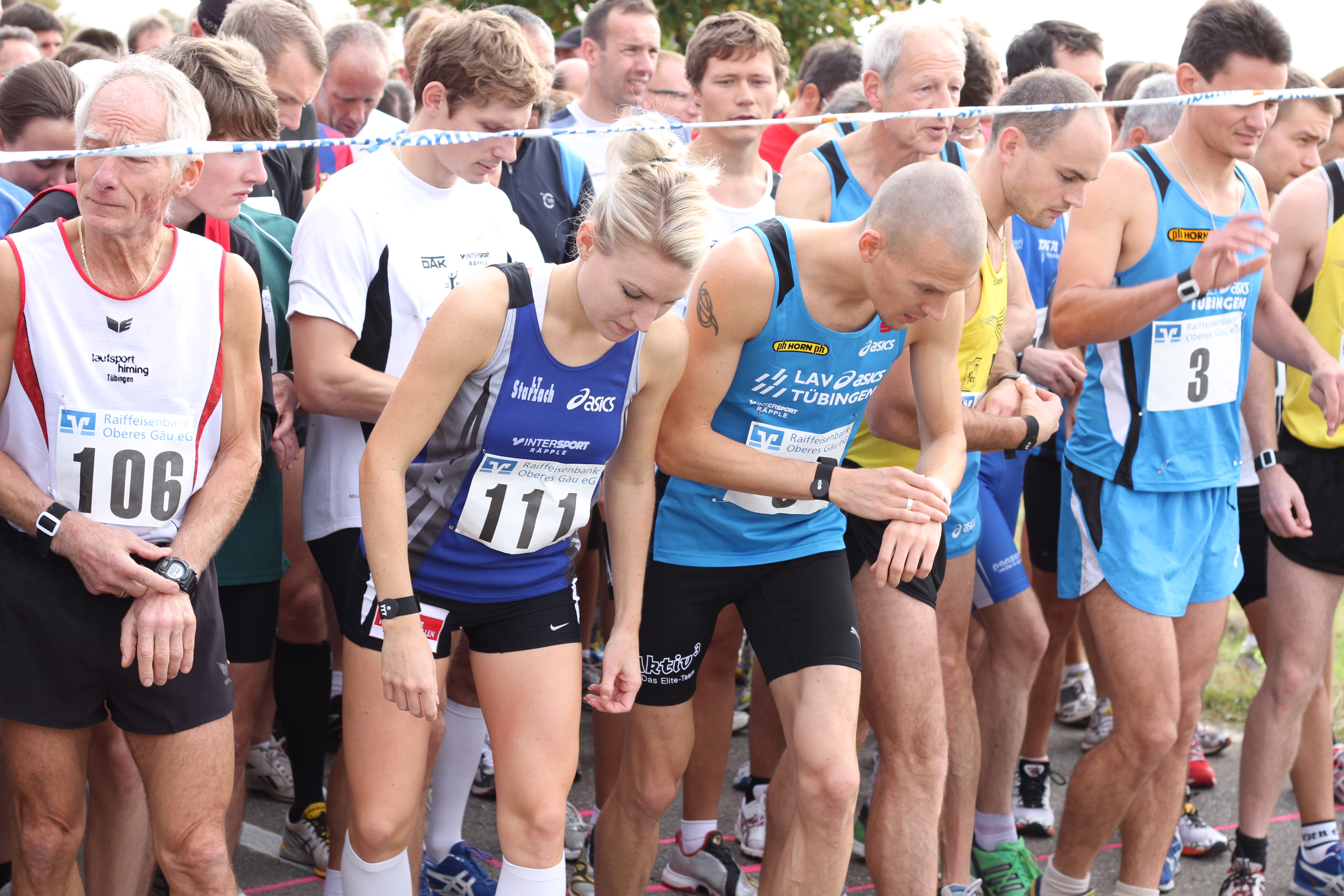
Judith Wagner (111) beim Starzachlauf 2011

Bei der WM in Oberhof wurde Wagner 18. im Sprint und 13. der Verfolgung. Mit den Rängen drei im Sprint hinter Veronika Hořejší und Miroslava Špácová sowie als Zweitplatzierte hinter Hořejší im Massenstart konnte Wagner zudem ihre besten Ergebnisse im IBU-Sommercup 2009 in dieser Wettbewerbsserie erreichen. Bei den Deutschen Meisterschaften im Sommerbiathlon 2009 gewann Judith Wagner alle drei möglichen Titel mit dem Kleinkalibergewehr und gewann zudem mit der Mannschaft Württembergs Staffelbronze im Luftgewehr-Wettbewerb. Im Juni 2009 wurde sie Erste beim Sommerbiathlon in Clausthal-Zellerfeld im Massenstart.
Bei den Sommerbiathlon-Europameisterschaften 2011 in Martell kam sie auf den vierten Platz in der Einzelwertung. Bei den Deutschen Meisterschaften 2011 in Bayerisch-Eisenstein war Wagner mit vier Titeln die erfolgreichste Sportlerin. Sie siegte im Sprint mit dem Luftgewehr, im Kleinkaliber-Sprint, beim Kleinkaliber-Massenstart und mit der Kleinkaliber-Frauenstaffel des Württembergischen Schützenverbandes.
Am 20. November 2011 wurde Judith Wagner Deutsche Vize-Meisterin im Crosslauf über 6700 m bei den Deutschen Meisterschaften der Polizei 2011 im Crosslauf. Bei der Sommerbiathlon-Europameisterschaft 2012 im slowakischen Osrblie wurde sie in der Verfolgung über 5 km Zehnte, im Sprint gewann sie die Bronzemedaille und in der Mixed-Staffel wurde sie Fünfte.
Im August 2013 wurde Wagner im Haanja (Estland) Europameisterin im Sommerbiathlon. Dies ist die erste Goldmedaille für Deutschland seit der Einführung der Sommerbiathlon-Europameisterschaften im Jahr 2004. Außerdem gewann sie in der Cross-Staffel die Bronzemedaille und im Verfolgungsrennen die Silbermedaille. Damit ist sie international die bisher erfolgreichste deutsche Sommerbiathletin.
Bei den ersten ISSF Weltmeisterschaften im Target Sprint 2017 in Suhl wurde Wagner zusammen mit ihrem Staffelpartner Marcel Wagner Vizeweltmeisterin in der Mixed-Staffel. Im Einzel belegte sie Platz 6.